# André Salifou

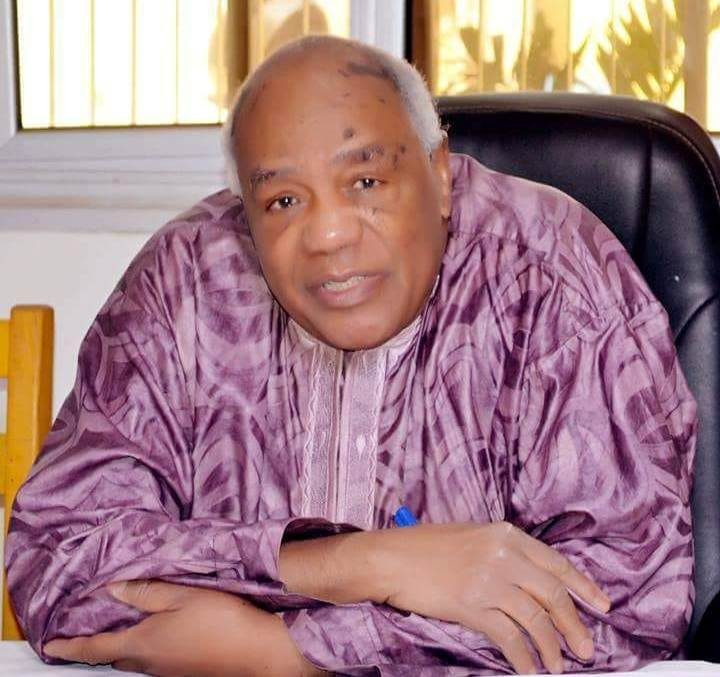
André Salifou

André Salifou (* 1942 in Zinder; † 14. Mai 2022 in Niamey) war ein nigrischer Historiker, Schriftsteller, Politiker und Diplomat.

## Leben
André Salifou besuchte nach der Grundschule in seiner Geburtsstadt Zinder ab 1955 das Collège Classique et Moderne in Niamey. Er wechselte 1959 auf das Lycée Classique in Abidjan. Nach dem Abschluss seiner Schulausbildung im Jahr 1963 studierte er an der Nationaluniversität der Elfenbeinküste in Abidjan, wo er eine Licence in Geschichtswissenschaft erwarb. Salifou unterrichtete von 1967 bis 1969 Geschichte und Geografie an der Normalschule Zinder. Mit Marcel Inné begründete er in dieser Zeit die Theatertradition in der Stadt. Er veröffentlichte 1970 an der Universität Toulouse seine erste geschichtswissenschaftliche Dissertation. Er wurde damit der erste Nigrer, der einen Doktortitel in Geschichte erwarb. Von 1970 bis 1971 war er Direktor der Normalschule Zinder. Ab 1972 unterrichtete er als Assistenzprofessor an der École Internationale in Bordeaux.
Salifou arbeitete anschließend von 1973 bis 1978 als Experte bei der UNESCO. Er war zunächst in Dakar tätig und wechselte später an den UNECO-Hauptsitz in Paris. Im Jahr 1978 veröffentlichte er seine zweite geschichtswissenschaftliche Dissertation an der Universität Toulouse. Salifou wurde im selben Jahr Direktor für kulturelle und soziale Angelegenheiten der OCAM in Bangui. Im Jahr 1979 wurde er stattdessen als Direktor der Pädagogik-Schule an die Universität Niamey berufen. Diese Funktion übte er bis 1984 aus. Niger stand zu dieser Zeit unter der Herrschaft von Seyni Kountché, dem Vorsitzenden des Obersten Militärrats. Salifou richtete 1984 in Niamey eine öffentliche, im Staatsrundfunk ORTN ausgestrahlte Konferenz aus, die sich dem Thema „Politische, wirtschaftliche und soziale Entwicklung Nigers von 1960 bis 1974“ widmete. Dieser Zeitraum entsprach jenem der Ersten Republik unter Staatspräsident Hamani Diori, die von Seyni Kountché gestürzt worden war. Salifou war anschließend von 1984 bis 1991 Professor für Geschichte an der Pädagogischen Fakultät der Universität Niamey. Im Jahr 1985 wurde er zusätzlich Vorsitzender des Verwaltungsrats des Veranstaltungszentrums Palais des Congrès in Niamey.
Unter Staatschef Ali Saibou wurde 1989 der Oberste Militärrat aufgelöst und die Gründung politischer Parteien wieder zugelassen. André Salifou war im November 1990 der erste Nigrer, der die Statuten einer politischen Partei zur Genehmigung vorlegte. Seine Partei Union der demokratischen und fortschrittlichen Patrioten (UPDP-Chamoua) wurde am 11. Dezember 1990 zugelassen. Vom 29. Juli bis zum 3. November 1991 tagte in Niamey die Nationalkonferenz, die sich für souverän von den bisherigen politischen und militärischen Machthabern erklärte und den Übergang des Landes zu einem zivilen Mehrparteiensystem vorbereitete. Salifou war Mitglied der Vorbereitungskommission der Nationalkonferenz und Vorsitzender der Unterkommission, in der die Geschäftsordnung des Gremiums beraten wurde. Am 5. August 1991 wurde er zum Präsidenten der Nationalkonferenz gewählt. Bis zur Abhaltung von Parlamentswahlen wurde ein Übergangsparlament, der Hohe Rat der Republik, eingerichtet, das von November 1991 bis April 1993 bestand und in dem Salifou zum Parlamentspräsidenten gewählt wurde. Beim konstituierenden Kongress seiner Partei UPDP-Chamoua im Januar 1992 wurde er zum Parteivorsitzenden gewählt. Als Folge der Parlamentswahlen von 1993 wurde Salifou Abgeordneter in der Nationalversammlung. Er gehörte der Parlamentskommission für ländliche Entwicklung und Umwelt an. Die UPDP-Chamoua war in der Opposition und schloss sich einer Parlamentsfraktion an, die von der Partei MNSD-Nassara dominiert wurde, die in der Tradition des Regimes von Seyni Kountché stand. Salifou war Vizepräsident dieser Fraktion. Im April 1994 war er, wie andere Oppositionspolitiker auch, für kurze Zeit in Haft. Von 1995 bis 1996 war er Verwaltungsratsvorsitzender des Unternehmens CONCERTA, das für den Straßenbau zwischen Arlit und Tahoua zuständig war.
Am 27. Januar 1996 kam Ibrahim Baré Maïnassara durch einen Militärputsch an die Macht. Er ernannte André Salifou am 1. Februar 1996 zum Staatsminister für das Hochschulwesen und Forschung. Salifou wechselte am 5. Mai 1996 das Ressort und wurde als Nachfolger von Mohamed Bazoum Außenminister, wieder im Ehrenrang eines Staatsministers. Am 21. Dezember 1996 wurde er stattdessen „Staatsminister für die Beziehungen zu den Versammlungen“ (französisch: Ministre d’Etat chargé des Relations avec les Assemblées). Salifou verlor sein Ministeramt, als Baré Maïnassara am 25. November 1997 die gesamte Regierung absetzte. Er wurde anschließend Repräsentant des Staatspräsidenten im Ständigen Rat der Internationalen Organisation der Frankophonie. Ab 1998 war er wieder als Verwaltungsratsvorsitzender von CONCERTA tätig. Das Regime von Baré Maïnassara fiel im April 1999 einem Staatsstreich zum Opfer. Salifou war Mitglied des Übergangsparlaments, das bis zur Abhaltung von Wahlen bestand und in das er in seiner Eigenschaft als ehemaliger Parlamentspräsident berufen wurde. Bei den Parlamentswahlen von 1999 verfehlte die UPDP-Chamoua den Wiedereinzug in die Nationalversammlung. André Salifou kandidierte für die Partei bei den Präsidentschaftswahlen von 1999 und wurde mit 2,08 % der Stimmen sechster von sieben Kandidaten. Bei der Stichwahl unterstützte er den Wahlgewinner Mamadou Tandja (MNSD-Nassara). Salifou verfolgte danach eine diplomatische Laufbahn im Ausland. Er war 2001 Sondergesandter der Internationalen Organisation der Frankophonie auf den Komoren, 2002 OUA-Sondergesandter in Madagaskar und 2003 UA-Sondergesandter in der Elfenbeinküste. Im Jahr 2018 wurde er zum Sonderbotschafter ernannt.
Salifou veröffentlichte nicht nur historische und politische Schriften, sondern betätigte sich ab den 1970er Jahren auch als Schriftsteller. Er gilt als einer der profiliertesten Autoren Nigers, der in Bezug auf die Menge und Vielfalt an Veröffentlichungen nur von Boubou Hama übertroffen wird.
André Salifou starb 2022 in Niamey. Er wurde auf dem Muslimischen Friedhof von Yantala bestattet.

## Historische und politische Schriften
- Aufzeichnungen der mündlichen Überlieferung und ihre Schwierigkeiten. In: Internationales Afrikaforum. Nr. 11, 1971, S. 646–651.
- Le Damagaram ou Sultanat de Zinder aus XIXe siècle (= Collection Etudes Nigériennes. Nr. 27). Centre Nigérien de Recherches en Sciences Humaines, Niamey 1971 (Buchveröffentlichung der ersten Dissertation).
- Les Français, Fihroun et les Kounta 1902–1916. In: Journal de la Société des Africanistes. Nr. 43, 1973, S. 175–195.
- Kaoucen ou la révolte sénoussiste (= Collection Etudes Nigériennes. Nr. 33). Centre Nigérien de Recherches en Sciences Humaines, Niamey 1974.
- When history repeats itself. The famine of 1931 in Niger. In: African Environment. Environmental Studies and Regional Planning Bulletin. Nr. 1, 1975, ISSN 1010-5522.
- Colonisation et sociétés indigenes au Niger, de la fin du XIXè siècle au debut de la deuxieme Guerre Mondiale. Dissertation. Universität Toulouse, 1977.
- Mères et enfants de l’Afrique d’autrefois. UNICEF, Abidjan 1979.
- Décolonisation et problèmes de l’Afrique indépendante. Classes terminales des lycées, examens et concours professionnels. Edicef, Paris 1983, ISBN 2-85069-553-X (mit Bernard Delaveau und Claire Mongnet).
- Perspectives du développement de l’enseignement supérieur en Afrique dans les prochaines décennies. In: Cahiers sur l’enseignement supérieur. Nr. 1. UNICEF, 1983.
- Trois études de cas sur la formation pédagogique des enseignants d’enseignement supérieur dans quelques pays d'Afrique francophone, en France, en URSS. UNESCO, Paris 1986 (mit Daniel Lustin und Irina Rakobolskaja).
- L’Europe et l’Afrique du XVe siècle aux indépendances. Edition De Bock, Brüssel 1987 (mit Claude Fluchard).
- L’UNICEF au Niger. UNICEF, Niamey 1987.
- Histoire du Niger. Editions Nathan, Paris 1989, ISBN 2-09-168557-7.
- Histoire du Niger. In: Marie-Clotilde Jacquey (Hrsg.): Littérature nigérienne (= Notre librairie. Nr. 107). CLEF, Paris 1991, S. 6–10.
- La question touarègue au Niger. Karthala, Paris 1993, ISBN 2-86537-434-3.
- Le Niger. L’Harmattan, Paris 2003, ISBN 2-7475-2639-9.
- Entretiens avec mes enfants sur la démocratie en Afrique. Définition, fondements, institutions et fonctionnement. Présence Africaine, Paris 2005, ISBN 2-7087-0765-5.
- L’esclavage et les traites négrières. Editions Nathan, Paris 2006, ISBN 978-2-09-882176-7.
- Biographie politique de Diori Hamani, premier président de la république du Niger. Mit einem Vorwort von Omar Bongo Ondimba. Karthala, Paris 2010, ISBN 978-2-8111-0202-9.

## Literarische Werke
- Tanimoune. Drame historique en sept actes. Présence Africaine, Paris 1973 (Theaterstück).
- Le fils de Sogolon. Issa Béri, Niamey 1985 (Theaterstück).
- Si les cavaliers avaient été là. Issa Béri, Niamey 1985 (Theaterstück).
- Ousmane Dan Fodio, serviteur d’Allah. Imprimerie Nationale du Niger, Niamey 1988 (Theaterstück).
- Tels pères tels fils. Une saga sahèlienne. ACCT, Paris 1996, ISBN 92-9028-230-4 (Roman).
- La valse des vautours. Karthala, Paris 2000, ISBN 2-84586-067-6 (Roman).
- L’Empereur des menteurs et autres contes du pays haoussa. Nouvelle Imprimerie du Niger, Niamey 2002 (Erzählungen).

## Ehrungen
- Prix Boubou Hama (verliehen 1994 für sein Gesamtwerk)
- Ritter des Ordre des Arts et des Lettres
- Kommandeur des Ordre des Palmes Académiques[4]
- Namensgeber für die André-Salifou-Universität Zinder (2022)[8]